# Notiothops maulensis
Notiothops maulensis là một loài nhện trong họ Palpimanidae. Loài này được phát hiện ở Chile.